# 昆达普拉
昆达普拉（Kundapura），是印度卡纳塔克邦烏杜皮縣的一个城镇。总人口28595（2001年）。

## 人口
该地2001年总人口28595人，其中男性13922人，女性14673人；0—6岁人口2675人，其中男1367人，女1308人；识字率78.88%，其中男性为83.63%，女性为74.37%。